# Saki (Rõuge)
Saki – wieś w Estonii, w prowincji Võru, w gminie Rõuge.